# 헬터 스켈터 (만화)
헬터 스켈터(일본어: ヘルタースケルター 헤루타스케루타[*])는 오카자키 교코의 만화로, 1996년까지 쇼덴샤의 FEEL YOUNG에 연재되었다. 스토리는 미완성이다. 2012년에 실사 영화화되어 일본에서는 7월 14일에 첫 상영되었다.